# FC Gagra
El FC Gagra (en georgià: გაგრა) és un club de futbol de Geòrgia, que competeix actualment a la Erovnuli Liga.
El club té els seus orígens a Gagra, Abkhàzia. Va ser fundat a Tbilisi per l'exjugador i entrenador Goderdzi Chikhradze i el seu cosí el 2004 amb la idea de traslladar el club a Gagra però a causa del conflicte abkhazo-georgià, l'equip juga els seus partits a casa a Tbilisi. El FC Gagra és l'únic equip georgià ha guanyat dues vegades la Copa nacional des de la segona divisió.

## Història

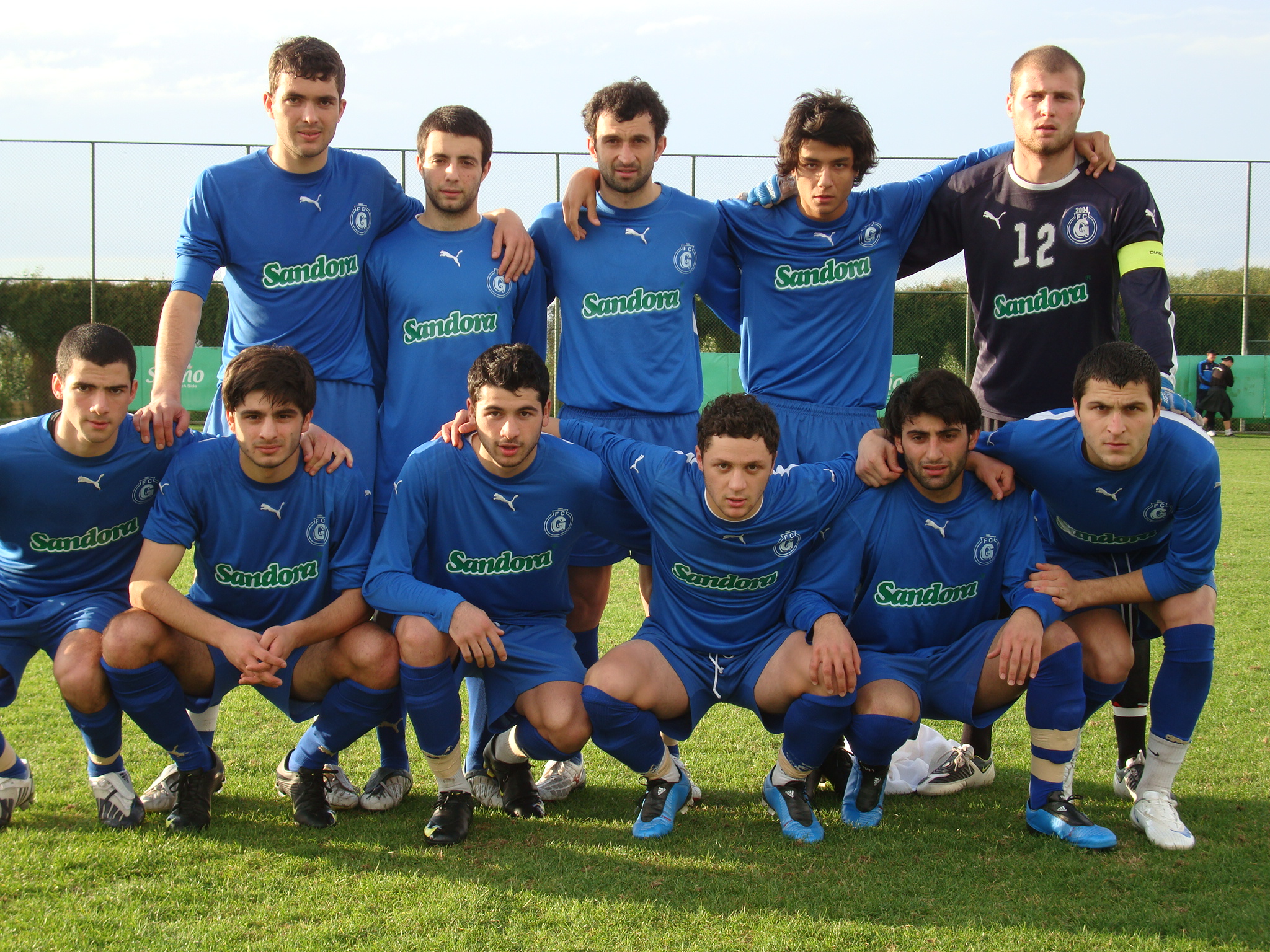
Gagra el 2010.

El nou club es va formar com a FC Gagra l'any 2004 a la Regionuli Liga, on va assolir ràpidament l'ascens a la Pirveli Liga a la seva primera temporada..
Després de dos play-off d'ascens perduts, el tercer any jugant a la segona divisió georgiana va a conseguir l'ascens a primera. Després de dues temporades a primera va tornar a baixar per pujar l'any següent aconseguint, a més, el títol de Copa de Geòrgia. Després d'un altre descens, el FC Gagra va ser candidat habitual a l'ascens a la Erovnuli Liga tot i que acostumava a quedar-se a les portes. En canvi, també des de segona va tornar a guanyar una Copa de Geòrgia l'any 2020, guanyant-se el dret a participar a competicions europees.

## Participacions a competicions de la UEFA
| Competició                    | PJ | PG | PE | PP | GF | GC |
| ----------------------------- | -- | -- | -- | -- | -- | -- |
| UEFA Lliga Europa             | 2  | 1  | 0  | 1  | 2  | 3  |
| UEFA Lliga Europa Conferència | 2  | 0  | 1  | 1  | 1  | 2  |
| Total                         | 4  | 1  | 1  | 2  | 3  | 5  |

| Temporada | Competició                    | Ronda         | Club                 | Casa | Fora | Global |
| --------- | ----------------------------- | ------------- | -------------------- | ---- | ---- | ------ |
| 2011–12   | UEFA Lliga Europa             | Segona Ronda  | Anorthosis Famagusta | 2–0  | 0–3  | 2–3    |
| 2021–22   | UEFA Lliga Europa Conferència | Primera Ronda | Sutjeska Nikšić      | 1–1  | 0–1  | 1–2    |

## Palmarès
- 2 Copes georgianes de futbol:[4]
  - 2010-11, 2020
- Erovnuli Liga 2:
  - 2 campionats: 2007–08, 2010–11
  - 2 subcampionats: 2016, 2021
  - 5 terceres places: 2005–06, 2006–07, 2014–15, 2018, 2020

## Jugadors destacats
- Tornike Okriashvili
- Giorgi Gabedava